# Rhêmes-Saint-Georges
Rhêmes-Saint-Georges Olaszország Valle d’Aosta régiójának egy községe.

## Népesség
A település lakossága az elmúlt években az alábbi módon változott:
| Lakosok száma | 184  | 173  | 163  |
|               | 2017 | 2018 | 2023 |

## Jegyzetek

Rhêmes-Saint-Georges község Valle d'Aosta térképén